# Rhysodes
Rhysodes — род ризодид из подсемейства Rhysodinae.

## Описание
Глаза круглые, плоские с явственными фасетками. Надкрылья не вдавлены по шву.

## Систематика
В составе рода:
- Rhysodes comes Lewis, 1888
- Rhysodes sulcatus Fabricius, 1787